# Ресорни општински народни комитет
Ресорни општински народни комитети су били општински извршни органи у Великој Социјалистичкој Народној Либијској Арапској Џамахирији.

## Састав
Ресорне општинске народне комитете су састављали секретари тих народних комитета и чланови. Секретаре су бирали општински народни конгреси, а чланове основни народни конгреси.
По ранијем закону ресорне општинске народне комитете су састављали секретари тих народних комитета и секретари ресорних народних комитета основних народних конгреса.

## Дјелокруг
По Закону бр. (1) о народним конгресима и народним комитетима (2001) ресорни општински народни комитети су:
- извршавали одлуке Општег народног комитета у свом ресору;
- управљали општинским јавним установама у свом ресору;
- предлагали планове и програме за свој ресор;
- подносили периодичне извјештаје о свом раду и активностима;
- доносили одлуке о именовању директора основних школа и домова здравља унутар општине на предлог народних комитета основних народних конгреса и предлагали одлуке о именовању директора управа средњих школа и болница и предлоге упућивали општинским народним комитетима.

Ресорни општински народни комитети су извршавали своје надлежности под надзором општинских народних комитета.